# Амонвиль
Амонви́ль (фр. Hamonville) — коммуна во французском департаменте Мёрт и Мозель региона Лотарингия. Относится к  кантону Домевр-ан-Э.	

## География
Амонвиль расположен в 31 км к северо-западу от Нанси. Соседние коммуны: Мандр-о-Катр-Тур на севере, Бернекур на северо-востоке, Грорувр и Ансовиль на востоке. На юге от коммуны простирается лес Королевы.

## История
- На территории коммуны находятся следы галло-романской культуры.
- Коммуна сильно пострадала во время Первой мировой войны.

## Демография
Население коммуны на 2010 год составляло 98 человек.
| 1962 | 1968 | 1975 | 1982 | 1990 | 1999 | 2010 |
| ---- | ---- | ---- | ---- | ---- | ---- | ---- |
| 53   | 54   | 55   | 64   | 132  | 122  | 98   |

## Достопримечательности
- Укреплённый дом де Клермон-Тоннер был впоследствии преобразован в ферму.

## Известные уроженцы

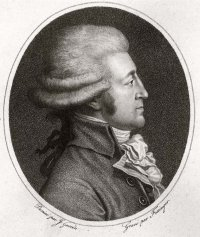
Станислас Клермон-Тоннер.

- Клермон-Тоннер, Станислас (1757—1792) — французский политик, член дома де Клермон-Тоннер.